# It’s the New Thing
«It’s The New Thing» — второй сингл британской рок-группы The Fall, записанный в студии Surrey Sound 9 сентября 1978 года и выпущенный в ноябре того же года лейблом Step Forward Records (каталог: SF9).

## История
Две песни, вошедшие в сингл, были записаны в студии Surrey Sound в ходе одной сессии, состоявшейся 9 сентября 1978 года.

## Отзывы критики
«It’s the New Thing» получил высокие оценки в британской музыкальной прессе. Сингл, как писал NME, закрепил за группой репутацию «пародистов существующей сцены»; би-сайд, «Various Times», в полной мере «приоткрыл литературный потенциал, на который намекал Bingo-Masters».

## Список композиций
Сторона 1
- «It’s The New Thing» (Smith/Bramah) 3:29

Сторона 2
- «Various Times» (Burns/Riley/Smith/Bramah/Pawlett) 5:10

## Издания
- Live At The Witch Trials (перевыпуски: CD 2004, Sanctuary и LP 2004, Earmark; оба трека)
- Early Years 77-79 (оба трека)
- Psykick Dance Hall (оба трека)
- Early Singles (оба трека)
- It’s The New Thing! The Step Forward Years (трек #1)

## Состав участников
| - Марк Э. Смит — вокал - Мартин Брама — гитара - Карл Бёрнс — ударные - Марк Райли — бас-гитара - Ивонн Поулетт — клавишные | - The Fall («при участии высших сил», как указано на обложке) — продюсеры - Найджел Грей (Nigel Grey) — звукоинженер |  |